# Letheobia jubana
Letheobia jubana — вид змій родини сліпунів (Typhlopidae). Ендемік Сомалі.

## Поширення і екологія
Letheobia jubana відомі з типової місцевості, розташованої в околицях Марері на півдні Середньої Джуби, на березі річки Джубба, на висоті 20 м над рівнем моря. Вони живуть в саванах.